# تشارلز جيمس كولنز
تشارلز جيمس كولنز (بالإنجليزية: Charles James Collins)‏ (1820 - 1864)؛ صحفي وروائي بريطاني.